# Сангинов, Бобо Сангинович
Бобо Сангинович Сангинов (01.07.1935 — 10.11.2017) — таджикистанский учёный в области селекции и семеноводства хлопчатника, член-корреспондент ВАСХНИЛ (1991), академик АН Таджикской ССР (1987), Таджикской академии с.-х. наук (1991).

## Биография
Родился в Айнинском районе Таджикской ССР. Окончил Таджикский СХИ (1958).
В 1958—1959 научный сотрудник отдела селекции и семеноводства хлопчатника Вахшской зональной хлопково-люцерновой опытной станции. С 1959 по 1962 год аспирант АН ТаджССР.
С 1962 г. на Вахшской опытной станции: заведующий отделом селекции и семеноводства хлопчатника (1962—1963), директор (1963—1991).
В 1991—1993 вице-президент-организатор, в 1994—2005 президент Таджикской академии с.-х. наук.
При его непосредственном участии выведены сорта хлопчатника: 5595-В, 5536-В, 8386-В, 7318-В, 2407-В, Президент и другие; люцерны — 416-В; берсима — Хатлон-3; шабдара — В-17; сорго 129-В; ржи 128-В.
Доктор с.-х. наук, член-корреспондент ВАСХНИЛ (1991). Академик АН Таджикской ССР (1987), Таджикской академии с.-х. наук (1991).
Заслуженный агроном Таджикской ССР (1964). Лауреат премии Ленинского комсомола Таджикистана в области науки и техники (1970), Государственной премии Таджикской ССР им. Абуали-ибн-Сина в области науки и техники (1976). Награжден двумя орденами Трудового Красного Знамени, орденами Дружбы народов, «Знак Почёта», «Нишони Фахри» АН Республики Таджикистан (2005); медалью им. Н. И. Вавилова и С. И. Вавилова в области науки; золотыми, серебряными и бронзовыми медалями ВДНХ.
Опубликовал более 200 научных трудов. Получил 19 патентов на сорта с.-х. культур.
Публикации на русском языке:
- Резервы увлечения производство тонковолокнистого хлопчатника [Текст]. – Душанбе,1978. – 97 с.
- Резервы увлечения производство тонковолокнистого хлопчатником в Таджикистане [Текст]. – М.,1979. – 57 с.
- Особенности функциональной активности хлоропластов сортов тонковолокнистого хлопчатника различной продуктивности / соавт.: Г. В. Красичкова и др. // Фотосинтез и продуктивность растений. Саратов, 1990. С. 100—105.
- Функциональная активность хлоропластов различных по продуктивности сортов тонковолокнистого хлопчатника и их реципрокных гибридов в связи с селекцией на высокую урожайность / соавт.: Г. В. Красичкова и др. // С.-х. биология. Сер. 1993. № 5. С. 95-99/
- Генетическая выравненность сортов хлопчатника в зависимости от репродукции / соавт. С. А. Бокиев // Пути повышения продуктивности с.-х. культур. Душанбе, 1995. С. 85-86.
- Использование фосфоритов Таджикистана в земледелии / соавт.: И. С. Алиев и др. — Душанбе, 1997. — 4 с.